# ペテル・マハイジック
ピーター・マハイジック（ピーター・マハイジック、Peter Machajdík, 1961年6月1日  - 、ブラチスラヴァ）は、現代音楽と映画音楽の分野で活動するスロバキアの作曲家。

## 主要作
- 弦楽四重奏 [1]
- ピアノ曲 [2]
- 植付 "Planting"[3] (2021年)
- ペテル・マハイジック：「水は許します (Water Forgives)」[3] (2005年)
- 既視感 "Déjà vu" -  ハープシコードと弦楽のための協奏曲 (2019年)
- ギターと弦楽四重奏 「息子」 "The Son" (2017年)
- ダブルベースとピアノ  "In Embrace" (2017年)
- ソプラノ、クラリネット、ピアノ 俳句 "Haiku" (2016年)
- ヴィオラと弦楽オーケストラ 「波の後ろ」 "Behind the Waves"[4] (2016年)
- ピアノ五重奏曲 "Abandoned Gates" (2016年)
- オルガン "Portus pacis" (2016年)
- 弦楽合奏とウッドブロック (地球上の平和のために)「南無」 "Namah"[5] (2000年)
- ピッコロ、フルート、クラリネット、バスクラリネット、2台のピアノと弦楽四重奏 "Danube Afterpoint" (2015年)
- フルートとピアノのための  "Senahh" 『セナ』(2015年)
- 弦楽四重奏とテープ「海と砂漠」(ヨーロッパに到着した移民の窮状を思い出させる音楽記念) "Seas and Deserts" (2015年)
- アコーディオンとテープ「逃避」"Effugium" (2015年)
- アコーディオン「緑色」"Green" (2015年)
- 無伴奏ヴァイオリンのための "Tranam" (2014年)
- ヴァイオリンとピアノのための "Spomaleniny" (2014年)
- ビオラとピアノのための「ムンク」"Munk" (2013年)
- チェロとピアノのための「シルエット」(2012年)
- ギター「サイレント放浪」"Silent Wanderings"[6] (2012年)
- ヴァイオリンとピアノのための "Pictures of a Changing Sensibility" (2011年)
- 合唱「キリエ」"Kyrie" (2011年)
- 合唱とチューブラーベル「ドミネ」"Domine" (2011年)
- 弦楽合奏のための 「砂丘での風のように」(ホロコーストの犠牲者に) "Wie der Wind in den Dünen"[7] (2010年)
- クラリネットカルテット "Zem zeme" (2009年)
- オルガン "On the Seven Colours of Light"[8] (2007年)
- 水は許します "Water Forgives"[3] (2005年)
- ハープ "Nell'autunno del suo abbraccio insonne"[9] (2003年)
- オーボエ 「キリン」 "Kirin" (1999/2001年)
- 弦楽合奏のための「ラサヤ」"Lasea" (2000年)
- サクソフォーン四重奏 "Wrieskalotkipaoxq"  (1996年)

## ディスコグラフィー
- 2012: THE IMMANENT VELVET[10] 「室内楽曲 - ピアノ、ギター、弦楽オーケストラ、ハープ、チェロ、クラリネット」 CD・レコード © Azyl Records, Catalogue No. R266-0024-2-331
- 2012: CZECHOSLOVAK CHAMBER DUO (アントニン・ドヴォルザーク、 ペテル・マハイジック、 ミクラス・シュナイダー＝トゥルナフスキー) 「室内楽曲 - ヴァイオリンとピアノ」 CD・レコード  © チェコ放送 #CR0591-2
- 2012: A MARVELOUS LOVE[11]  「オルガン音楽」 「ペテル・マハイジック、Patricia Van Ness、Jim Dalton、Tim Rozema、Al Benner、Thomas Åberg、Harold Stover」, © Albany Records, Catalogue No. TROY1357
- 2011: INSIDE THE TREE[12] 「室内楽曲 - チェロとハープ」 CD・レコード © Amadeus Arte Catalogue No. AA11003
- 2008: NAMAH「南無」[13], 「真由子・木田 (ピアノ)」, ジョン・アンダーソン (音楽家),   デビッド・モス (声), フローラ・サッキ (ハープ), その他のアーティスト」 「室内楽曲」 CD・レコード © musica slovaca SF 00542131
- 2009: MINIMAL HARP[14] 「ペテル・マハイジック, アルヴォ・ペルト,  ジョン・ケージ, フィリップ・グラス, マイケル・ナイマン, ルー・ハリソン, リゲティ・ジェルジュ, ヘンリー・カウエル」, 「ハープ - Floraleda Sacchi」 CD・レコード  © DECCA / Universal 476 317
- 2008: NUOVE MUSICE PER TROMBA 6, CD・レコード 「トランペット - Ivano Ascari」 © AZ 5005
- 2008: THE HEALING HEATING (R(A)DIO(CUSTICA) SELECTED 2008) 「ラジオアート」 CD・レコード © チェコ放送
- 2003: NAMASTE SUITE 形式: CD 「クラリネット - Guido Arbonelli」 © Mnemes HCD 102
- 1995: THE ReR QUARTERLY[15] © QUARTERLY、ReR Volume 4 No 1 CD ReR 0401
- 2018: FRIENDS IN COMMON TIME[16] (ペテル・マハイジック, Tor Brevik, Francis Kayali, Adrienne Albert, Peter Kutt, Andre Caplet, Kevin W. Walker, Alexander Timofeev) Catalogue No. © Copyright - Rebecca Jeffreys (700261465210)
- 2018: BIRDS[17] (ペテル・マハイジック, フランソワ・クープラン, ジャン＝フィリップ・ラモー, ウィリアム・バード, Olli Mustonen), Elina Mustonen - チェンバロ , Catalogue No. Fuga 9447